# Mesophlebion auriculiferum
Mesophlebion auriculiferum är en kärrbräkenväxtart som först beskrevs av Cornelis Rugier Willem Karel van Alderwerelt van Rosenburgh, och fick sitt nu gällande namn av Holtt. Mesophlebion auriculiferum ingår i släktet Mesophlebion och familjen Thelypteridaceae. Inga underarter finns listade.